# Route nationale 20 (Madagascar)
Pour les articles homonymes, voir Route nationale 20.
La route nationale 20 (N 20) est une route nationale s'étendant de Tsarasambo jusqu'à Antanambao Manampotsy à Madagascar.

## Description
La route nationale 20 parcourt 39 kilomètres dans la région d'Atsinanana dans l'Est de Madagascar.
La N 20 part de la N 11a au sud de Tsarasambo et se dirige vers l'ouest jusqu'à Antanambao Manampotsy.

## Parcours
- Tsarasambo, N 11a
- Ivato
- Menagisy
- Ampasimadinika
- Antanambao Manampotsy